# Akira Matsunaga (football, 1948)
 (décembre 2021).
Si vous disposez d'ouvrages ou d'articles de référence ou si vous connaissez des sites web de qualité traitant du thème abordé ici, merci de compléter l'article en donnant les références utiles à sa vérifiabilité et en les liant à la section « Notes et références ».
Pour les articles homonymes, voir Akira Matsunaga et Matsunaga.
Akira Matsunaga (松永章, Matsunaga Akira), né le 8 août 1948, est un footballeur et entraîneur japonais. Il est sélectionné en équipe nationale à dix reprises (1973 et 1976) pour deux buts inscrits (Bulgarie et Israël). Il a été entraîneur à l'université Waseda.

## Club
- 1971-1982 :  Hitachi

## Palmarès
- Championnat du Japon de football
  - Champion en 1972
  - Vice-champion en 1973
- Coupe du Japon de football
  - Vainqueur en 1972 et en 1975
  - Finaliste en 1973
- Meilleur buteur du championnat du Japon
  - Récompensé en 1972 et en 1973